# Каннський кінофестиваль 1974
27-й Каннський міжнародний кінофестиваль відбувся з 9 по 24 травня у Каннах, Франція. У конкурсі було представлено 24 повнометражних фільми та 10 короткометражок. Поза конкурсом показано 14 кінострічок. Золоту пальмову гілку кінофестивалю здобув фільм Розмова Френсіса Форда Копполи.
Фестиваль відкрито показом стрічки Амаркорд режисера Федеріко Фелліні; фільмом закриття фестивалю було обрано Ш.П.И.Г.У.Н.И. американського режисера Ірвіна Кершнера.

## Журі
- Голова: Рене Клер, кінорежисер,  Франція
- Жан-Лу Дабаді, журналіст, письменник і сценарист  Франція
- Кенне Фант, актор, режисер і письменник,  Швеція
- Фелікс Лабісс, художник, ілюстратор і дизайнер,  Франція
- Ірвін Шоу, драматург, сценарист,  США
- Мішель Суттер, кінорежисер, сценарист,  Швейцарія
- Моніка Вітті, акторка,  Італія
- Олександр Волкер, кінокритик,  Велика Британія
- Ростислав Юренєв, кінокритик,  СРСР

## Фільми-учасники конкурсної програми
| Переможців виділено окремим кольором. |

Повнометражні фільми
| Фільм                       | Назва мовою оригіналу                    | Режисер                  | Країна                            |
| --------------------------- | ---------------------------------------- | ------------------------ | --------------------------------- |
| Абу аль Банат               | Abu el-Banat                             | Моше Мізрахі             | Ізраїль                           |
| Ведмежа клітка              | La cage aux ours                         | Маріан Ондверкер         | Бельгія                           |
| Година свободи              | Saat el Fahrir Dakkat, Barra ya Isti Mar | Гейні Срур               | Велика Британія / Ліван / Франція |
| Дев'ять життів кота Фріца   | The Nine Lives of Fritz the Cat          | Роберт Тейлор            | США                               |
| Злодії як ми                | Thieves Like Us                          | Роберт Альтман           | США                               |
| Злочин кохання              | Delitto d'amore                          | Луїджі Коменчіні         | Італія                            |
| Зовсім безнадійний          | Совсем пропащий                          | Георгій Данелія          | СРСР                              |
| Інші                        | Les autres                               | Уго Сантьяго             | Франція                           |
| Квітка тисячі й однієї ночі | Il fiore delle Mille e una notte         | П'єр Паоло Пазоліні      | Італія / Франція                  |
| Кішки-мишки                 | Macskajáték                              | Карой Макк               | Угорщина                          |
| Кузина Ангеліка             | La prima Angélica                        | Карлос Саура             | Іспанія                           |
| Малер                       | Mahler                                   | Кен Рассел               | Велика Британія                   |
| Міларепа                    | Milarepa                                 | Ліліана Кавані           | Італія                            |
| Нікелева дорога             | The Nickel Ride                          | Роберт Малліган          | США                               |
| Одного разу на Сході        | Il était une fois dans l'est             | Андре Брассар            | Канада                            |
| Останнє слово               | Poslednata duma                          | Бінка Желізкова          | Болгарія                          |
| Останній наряд              | The Last Detail                          | Хел Ешбі                 | США                               |
| Розмова                     | The Conversation                         | Френсіс Форд Коппола     | США                               |
| Розпечені вітри             | गर्म हवा                                   | М. С. Сатхю              | Індія                             |
| Святе відомство             | El santo oficio                          | Артуро Ріпстейн          | Мексика                           |
| Ставіський                  | Stavisky                                 | Ален Рене                | Франція                           |
| Симптоми                    | Symptoms                                 | Хосе Рамон Ларрас        | Велика Британія / Бельгія         |
| Скрипки балу                | Les violons du bal                       | Мішель Драш              | Франція                           |
| Страх з'їдає душу           | Angst essen Seele auf                    | Райнер Вернер Фассбіндер | ФРН                               |
| Хіміко                      | 卑弥呼 / Himiko                          | Масахіра Сінода          | Японія                            |
| Шугарлендський експрес      | The Sugarland Express                    | Стівен Спілберг          | США                               |

Короткометражні фільми
| Фільм                      | Назва мовою оригіналу          | Режисер                     | Країна                  |
| -------------------------- | ------------------------------ | --------------------------- | ----------------------- |
| Акваріум                   | Akvarium                       | Зденка Дойчева              | Болгарія                |
| Голод                      | Hunger                         | Петер Фельдеш               | Канада                  |
| Добра справа               | Jocselekedetek                 | Бела Вайда                  | Угорщина                |
| І було світло              | I stala sie swiatlosc          | Єжи Каліна                  | Польща                  |
| Інший суботній вечір       | Another Saturday Night         | Стівен Б. Постер, Мік Деркс | США                     |
| Ноутбук, знайдений у мурах | Carnet trouvé chez les fourmis | Жорж Сенешаль               | Франція                 |
| O Сіддхарта                | O sidarta                      | Мішель Жакар                | Бельгія                 |
| Острів                     | Остров                         | Федір Хитрук                | СРСР                    |
| Щоденник Леонардо          | Leonarduv denik                | Ян Шванкмайер               | Чехословаччина / Італія |

## Фільми позаконкурсної програми
| Фільм                               | Назва мовою оригіналу          | Режисер                      | Країна                 |
| ----------------------------------- | ------------------------------ | ---------------------------- | ---------------------- |
| 1789                                | 1789                           | Аріана Мнушкіна              | Франція                |
| Амаркорд                            | Amarcord                       | Федеріко Фелліні             | Італія / Франція       |
| Антракт                             | Entr'acte                      | Рене Клер                    | Франція                |
| Великі маневри                      | Les Grandes Manœuvres          | Рене Клер                    | Франція / Італія       |
| Все життя                           | Toute une vie                  | Клод Лелуш                   | Франція / Італія       |
| Генрі Міллер, проклятий поет        | Henry Miller, Poète Maudit     | Мішель Арно                  | Франція                |
| Ланселот Озерний                    | Lancelot du Lac                | Робер Брессон                | Франція                |
| Парад                               | Parade                         | Жак Таті                     | Франція / Швеція       |
| Пекельне тріо                       | Le Trio Infernal               | Франсіс Жиро                 | Франція / ФРН / Італія |
| Пікассо: людина та її робота        | Picasso, L'Homme et Son Oeuvre | Едвард Квінн                 | США                    |
| Повернення додому                   | The Homecoming                 | Пітер Голл                   | Велика Британія США    |
| Птахи роблять це, бджоли роблять це | Birds Do It, Bees Do It        | Ніколас Ноксон, Ірвін Ростен | США                    |
| Ш.П.И.Г.У.Н.И.                      | S*P*Y*S                        | Ірвін Кершнер                | США                    |
| Якось                               | Once                           | Морт Гейліг                  | США                    |

## Нагороди
- Золота пальмова гілка:
  - Розмова, режисер Френсіс Форд Коппола
- Гран-прі: Квітка тисячі й однієї ночі, режисер П'єр Паоло Пазоліні
- Приз за найкращу чоловічу роль:
  - Джек Ніколсон — Останній наряд
  - Шарль Буає — Ставіський
- Приз за найкращу жіночу роль: Марі-Жозеф Йойотт — Скрипки балу
- Приз за найкращий сценарій: Шугарлендський экспрес
- Технічний гран-прі: Малер, режисер Кен Рассел
- Золота пальмова гілка за короткометражний фільм: Острів, режисер Федір Хитрук
- Приз журі за короткометражний фільм: Голод, режисер Пітер Фолдс
- Приз міжнародної федерації кінопреси (ФІПРЕССІ):
  - Конкурс: Страх з'їдає душу, режисер Райнер Вернер Фассбіндер
  - Паралельна секція: Ланселот Озерний, режисер Робер Брессон
- Премія екуменічного журі: Страх з'їдає душу, режисер Райнер Вернер Фассбіндер
- Премія екуменічного журі — особлива згадка: Розмова, режисер Френсіс Форд Коппола